# Josh Brener
Josh Brener (Houston, 1 de octubre de 1984) es un actor estadounidense conocido por sus interpretaciones de Dale en The Big Bang Theory , de Nelson Bighetti (Cabezón)  Silicon Valley y de Lyle en The Internship.

## Biografía
Brener nació en Houston, Texas y estudió en la Universidad de Harvard. Es judío.

## Filmografía
| Año       | Título                          | Papel                                  |
| --------- | ------------------------------- | -------------------------------------- |
| 2010–2011 | Glory Daze                      | Zack Miller                            |
| 2011      | Glee                            | Empleado de joyería (escena eliminada) |
| 2011–2013 | The Big Bang Theory             | Dale                                   |
| 2012      | House of Lies                   | Will Davis                             |
| 2013      | Maron                           | Kyle                                   |
| 2013      | The Internship                  | Lyle Spaulding                         |
| 2014      | Silicon Valley                  | Cabezón / Nelson 'Big Head' Bighetti   |
| 2015      | Naomi and Ely's No Kiss List    | Bruce 2                                |
| 2016      | Baked in Brooklyn               | David                                  |
| 2019      | Modern Family                   | Carl                                   |
| 2019      | 101 Dalmatian Street            | Dylan                                  |
| 2023      | The Last of Us                  | Presentador                            |
| 2023      | Papás a la antigua              | Dana                                   |
| 2024      | Megamind vs. the Doom Syndicate | Ol' Chum                               |
| 2024      | El problema de los 3 cuerpos    | Kent                                   |
| 2024      | Carry-On                        | Herschel                               |
| 2024      | Cold Wallet                     | Charles Hegel                          |